# THE MUSIC DAY 2022
『THE MUSIC DAY 2022 世代をつなぐ名曲』（ザ・ミュージック・デイ 2022 せだいをつなぐめいきょく）は、日本テレビ系列で2022年7月2日の15:00 - 22:54（JST）に生放送された通算10回目の『THE MUSIC DAY』。

## 概要
2022年5月28日放送の『1億3000万人のSHOWチャンネル』の番組終盤で発表された。総合司会は前年に引き続き櫻井翔が、進行は羽鳥慎一、水卜麻美（日本テレビアナウンサー）、バカリズムが務めた。
2020年、2021年の『THE MUSIC DAY』は新型コロナウイルスによる影響で無観客で実施されたが、本年は3年ぶりに有観客にて行われた。また、会場は2年ぶりに幕張メッセが使用された。

## 主な企画

### 『速報!歌の大辞テン!!』復活企画
2022年度のテーマ『世代をつなぐ名曲』とかけ、「歌でつなごう時代と時代」をテーマに多くの世代から愛された伝説の音楽番組『速報!歌の大辞テン!!』が『THE MUSIC DAY』の中で復活。徳光和夫と飯島直子の出演も決定（2代目女性司会の中山エミリの出演は叶わなかった）。春に放送された『日テレ系音楽の祭典 Premium Music 2022』内における『THE夜もヒッパレ 復活企画』につぐ、日テレの音楽番組復活企画第2弾でもある。

### 時代をつなぐジャニーズシャッフルメドレー
前回はジャニーズメドレーだったため、2年ぶりに復活。先輩ジャニーズが1位をとった名曲を総勢8組44名で歌い繋ぐ。

#### 参加グループ
- NEWS
- 関ジャニ∞
- KAT-TUN[注 1]
- Hey! Say! JUMP
- King & Prince
- SixTONES
- Snow Man
- なにわ男子

#### 曲目
- 「抱きしめてTONIGHT」
  - 山田涼介・岸優太・岩本照
- 「ギンギラギンにさりげなく」
  - 村上信五・有岡大貴・向井康二・藤原丈一郎
- 「仮面舞踏会」
  - 髙橋海人・ジェシー・大橋和也
- 「ガラスの十代」
  - ラウール・道枝駿佑
- 「DAYBREAK」
  - 増田貴久・安田章大・髙木雄也・森本慎太郎
- 「夜空ノムコウ」
  - 小山慶一郎・大倉忠義・薮宏太・田中樹・渡辺翔太
- 「AMBITIOUS JAPAN!」
  - 加藤シゲアキ・横山裕・中島裕翔・神宮寺勇太・深澤辰哉
- 「愛なんだ」
  - 丸山隆平・伊野尾慧・阿部亮平・佐久間大介・大西流星
- 「硝子の少年」
  - 亀梨和也・京本大我
- 「A・RA・SHI」
  - 増田貴久[注 2]・知念侑李・髙地優吾・西畑大吾・長尾謙杜
- 「Venus」
  - 平野紫耀・松村北斗・宮舘涼太・高橋恭平
- 「青春アミーゴ」
  - 永瀬廉・目黒蓮

### ダンスコラボメドレー
- BE:FIRST×大島美幸「Shining One」
- NiziU×本田望結「Take a picture」
- Perfume×王林・村上佳菜子・市來玲奈「チョコレイト・ディスコ」

### 絶対に忘れられない名曲メドレー
- 永井真理子「ミラクル・ガール」「ZUTTO」
- 田村直美「ゆずれない願い」
- サスケ「青いベンチ」
- nobodyknows+「ココロオドル」
- FIELD OF VIEW「突然」「DAN DAN 心魅かれてく」
- 観月ありさ「TOO SHY SHY BOY!」「伝説の少女」
- 島谷ひとみ「亜麻色の髪の乙女」

### タオルアップ・ウェーブハンズアンドジャンプメドレー
- 乃木坂46「裸足でSummer」
- Hey! Say! JUMP「Come On A My House」
- 大黒摩季「ら・ら・ら」

### 魂の叫びライブメドレー
- DA PUMP「U.S.A.」
- SHOW-YA「限界LOVERS」
- 中孝介「サンサーラ」

### アイドルメドレー
- 松本伊代×乃木坂46「センチメンタル・ジャーニー」
- 麻丘めぐみ×日向坂46「わたしの彼は左きき」
- 荻野目洋子×櫻坂46「六本木純情派」

### 親が聴いていた名曲アルバム
- 亀梨和也「てんとう虫のサンバ」
- 松下洸平「田園」

### 『THE MUSIC DAY』×『イッテQ!』コラボ企画
- AI×イモトアヤコ「アルデバラン」
- 秋川雅史×みやぞん「千の風になって」

## 出演者

### 総合司会
- 櫻井翔

### 司会
- 羽鳥慎一
- 水卜麻美（日本テレビアナウンサー）

### NEXTゲート
- バカリズム
- 市來玲奈（日本テレビアナウンサー）

### 『速報!歌の大辞テン!!』復活企画
- 徳光和夫
- 飯島直子

### 出演アーティスト
- AI
- 青山テルマ
- 秋川雅史
- 麻丘めぐみ
- 中孝介
- ［Alexandros］
- AKB48
- 大黒摩季
- Awesome City Club
- 岡本知高
- 荻野目洋子
- KAT-TUN[注 1]
- 関ジャニ∞[注 3]
- King & Prince
- 工藤静香
- Creepy Nuts
- 櫻坂46
- サスケ
- サラ・ブライトマン
- THE RAMPAGE from EXILE TRIBE
- GENERATIONS from EXILE TRIBE
- 島谷ひとみ
- 下尾礼子
- ジャニーズWEST[注 4]
- SHOW-YA
- 菅田将暉
- SixTONES
- Snow Man
- Sexy Zone[注 5]
- Sota & Anri
- DA PUMP
- 田村直美
- TRF
- DEAN FUJIOKA
- DISH//
- 富樫美玲・富樫音葉
- 永井真理子
- 中島美嘉
- なにわ男子
- NiziU
- NEWS
- Nexus-Cry
- nobodyknows+
- 乃木坂46
- はなわ
- Perfume
- BE:FIRST
- BiSH
- 日向坂46
- ヒロミ
- FIELD OF VIEW
- Hey! Say! JUMP
- ポルノグラフィティ
- 松下洸平
- 松本伊代
- 観月ありさ
- milet
- YOSHIKI
- 緑黄色社会
- LE SSERAFIM
- RADIO FISH

### ゲスト
- 王林
- 大島美幸（森三中）
- 児嶋一哉（アンジャッシュ）
- 本田真凜
- 本田望結
- 村上佳菜子

ほか

### VTRゲスト
- イモトアヤコ
- みやぞん（ANZEN漫才）

### ナレーター
- 林田尚親（メインパート）
- 立木文彦（「イッテQ!」コラボ企画パート）
- 佐藤賢治（「月曜から夜ふかし」コラボパート）

## セットリスト
は事前収録、 は過去の映像等のVTR

### 第1部
| 曲順 | アーティスト                            | 楽曲                          |
| ---- | --------------------------------------- | ----------------------------- |
| 1    | 光GENJI                                 | パラダイス銀河                |
| 2    | ZONE                                    | secret base〜君がくれたもの〜 |
| 3    | 三代目 J SOUL BROTHERS from EXILE TRIBE | R.Y.U.S.E.I.                  |
| 4    | THE BLUE HEARTS                         | 情熱の薔薇                    |
| 5    | TRF                                     | BOY MEETS GIRL                |
| 6    | Creepy Nuts                             | のびしろ                      |
| 7    | GENERATIONS from EXILE TRIBE            | BIG CITY RODEO                |
| 8    | 麻丘めぐみ×日向坂46                     | わたしの彼は左きき            |
| 9    | 松本伊代×乃木坂46                       | センチメンタル・ジャーニー    |
| 10   | 荻野目洋子×櫻坂46                       | 六本木純情派                  |
| 11   | milet                                   | us                            |
| 12   | milet                                   | Ordinary days                 |
| 13   | 下尾礼子×Sota & Anri                    | 踊                            |
| 14   | Nexus-Cry                               | SHOWレース                    |
| 15   | 田村直美                                | ゆずれない願い                |
| 16   | サスケ                                  | 青いベンチ                    |
| 17   | nobodyknows+                            | ココロオドル                  |
| 18   | 島谷ひとみ                              | 亜麻色の髪の乙女              |
| 19   | DEAN FUJIOKA                            | Apple                         |
| 20   | 岡本知高                                | Time To Say Goodbye           |
| 21   | THE RAMPAGE from EXILE TRIBE            | THE POWER                     |

### 第2部
| 曲順 | アーティスト                                         | 楽曲                     |
| ---- | ---------------------------------------------------- | ------------------------ |
| 22   | AKB48                                                | 根も葉もRumor            |
| 23   | KAT-TUN                                              | CRYSTAL MOMENT           |
| 24   | 櫻坂46                                               | 思ったよりも寂しくない   |
| 25   | NEWS                                                 | 未来へ                   |
| 26   | NEWS                                                 | ONE -for the win-        |
| 27   | DISH//                                               | 沈丁花                   |
| 28   | 緑黄色社会                                           | キャラクター             |
| 29   | 緑黄色社会                                           | Mela!                    |
| 30   | 富樫美玲・音葉                                       | チャルダッシュ           |
| 31   | Awesome City Club×富樫美玲・音葉                     | 勿忘                     |
| 32   | 松下洸平                                             | 田園                     |
| 33   | Hey! Say! JUMP                                       | 瞳のスクリーン           |
| 34   | Hey! Say! JUMP                                       | 真夜中のシャドーボーイ   |
| 35   | Hey! Say! JUMP                                       | 春玄鳥                   |
| 36   | AI                                                   | アルデバラン             |
| 37   | なにわ男子                                           | The Answer               |
| 38   | 亀梨和也                                             | てんとう虫のサンバ       |
| 39   | ポルノグラフィティ                                   | アゲハ蝶                 |
| 40   | ポルノグラフィティ                                   | テーマソング             |
| 41   | ジャニーズWEST                                       | サムシング・ニュー       |
| 42   | BE:FIRST                                             | Bye-Good-Bye             |
| 43   | FIELD OF VIEW                                        | 突然                     |
| 44   | FIELD OF VIEW                                        | DAN DAN 心魅かれてく     |
| 45   | 観月ありさ                                           | TOO SHY SHY BOY!         |
| 46   | 観月ありさ                                           | 伝説の少女               |
| 47   | 永井真理子                                           | ミラクル・ガール         |
| 48   | 永井真理子                                           | ZUTTO                    |
| 49   | 乃木坂46                                             | 裸足でSummer             |
| 50   | Hey! Say! JUMP                                       | Come On A My House       |
| 51   | 大黒摩季                                             | ら・ら・ら               |
| 52   | NiziU                                                | Chopstick                |
| 53   | SixTONES                                             | 共鳴                     |
| 54   | 日向坂46                                             | 何度でも何度でも         |
| 55   | King & Prince                                        | 踊るように人生を。       |
| 56   | DA PUMP                                              | U.S.A.                   |
| 57   | SHOW-YA                                              | 限界LOVERS               |
| 58   | 中孝介                                               | サンサーラ               |
| 59   | 菅田将暉                                             | 惑う糸                   |
| 60   | 関ジャニ∞                                            | がむしゃら行進曲         |
| 61   | 関ジャニ∞                                            | ズッコケ男道             |
| 62   | BiSH                                                 | プロミスザスター         |
| 63   | Sexy Zone                                            | RUN                      |
| 64   | ［Alexandros］                                       | 閃光                     |
| 65   | 工藤静香                                             | 黄砂に吹かれて           |
| 66   | 工藤静香                                             | くちびるから媚薬         |
| 67   | 工藤静香                                             | 嵐の素顔                 |
| 68   | ヒロミ & はなわ                                      | 神様との約束             |
| 69   | NiziU×本田望結                                       | Take a picture           |
| 70   | BE:FIRST×大島美幸                                    | Shining One              |
| 71   | Perfume×王林・村上佳菜子・市來玲奈                   | チョコレイト・ディスコ   |
| 72   | RADIO FISH                                           | PERFECT HUMAN            |
| 73   | 秋川雅史                                             | 千の風になって           |
| 74   | LE SSERAFIM                                          | FEARLESS                 |
| 75   | 山田涼介・岸優太・岩本照                             | 抱きしめてTONIGHT        |
| 76   | 村上信五・有岡大貴・向井康二・藤原丈一郎             | ギンギラギンにさりげなく |
| 77   | 髙橋海人・ジェシー・大橋和也                         | 仮面舞踏会               |
| 78   | ラウール・道枝駿佑                                   | ガラスの十代             |
| 79   | 増田貴久・安田章大・髙木雄也・森本慎太郎             | DAYBREAK                 |
| 80   | 小山慶一郎・大倉忠義・薮宏太・田中樹・渡辺翔太       | 夜空ノムコウ             |
| 81   | 加藤シゲアキ・横山裕・中島裕翔・神宮寺勇太・深澤辰哉 | AMBITIOUS JAPAN!         |
| 82   | 丸山隆平・伊野尾慧・阿部亮平・佐久間大介・大西流星   | 愛なんだ                 |
| 83   | 亀梨和也・京本大我                                   | 硝子の少年               |
| 84   | 増田貴久・知念侑李・高地優吾・西畑大吾・長尾謙杜     | A・RA・SHI               |
| 85   | 平野紫耀・松村北斗・宮舘涼太・高橋恭平               | Venus                    |
| 86   | 永瀬廉・目黒蓮                                       | 青春アミーゴ             |
| 87   | 乃木坂46                                             | シンクロニシティ         |
| 88   | CHAGE and ASKA                                       | YAH YAH YAH              |
| 89   | 青山テルマ                                           | そばにいるね             |
| 90   | あいみょん                                           | 今夜このまま             |
| 91   | 工藤静香                                             | 慟哭                     |
| 92   | B'z                                                  | LOVE PHANTOM             |
| 93   | YOASOBI                                              | 群青                     |
| 94   | プリンセス プリンセス                                | Diamonds                 |
| 95   | 中島美嘉                                             | 雪の華                   |
| 96   | 中森明菜                                             | DESIRE -情熱-            |
| 97   | 嵐                                                   | Monster                  |
| 98   | Snow Man                                             | Grandeur                 |
| 99   | Perfume                                              | Time Warp                |
| 100  | YOSHIKI×SixTONES                                     | Imitation Rain           |
| 101  | YOSHIKI×サラ・ブライトマン                           | Miracle                  |

## スタッフ
- ナレーター：林田尚親
- 構成：桜井慎一、桝本壮志、川上トリオ、木南広明、成瀬正人
- 技術統括：川合亮
- 美術統括：大川明子
- 美術プロデューサー：葛西剛太
- 美術デザイン：波多野真理、浅田一花、米津成美、佐藤裕乃
- 大道具：尻無濱宏人、中村達也、長澤伸仁、泉慎一、谷口幸二
- 電飾：平ノ内厚夫、糸数青祥、冨田仁、黒沢裕之
- 特効：内山栄一
- 小道具：伊沢英樹
- 楽器：佐藤継信
- 花飾：花香恭子
- メイク：奥松かつら
- アクリル装飾：松本健、山田隼人
- レーザー：高橋遼河、中川美里、大島春佳、安田義信、岩重絵美、狩野琴
- 照明：谷田部恵美、藤山真緒、菅原佑介、萱津卓
- 総合TD：鈴木昭博
- SW：鈴木健司、吉田健治
- カメラ：矢作陽一、福田伸一郎
- VE：池田祐一郎、片山雄斗
- MIX：原秀彰
- 音効：岡崎宏、西谷香澄
- モニター：一由雄太、吉邑光司
- CGデザイン：水落功真、鈴木晴花、深川侑紀、与谷輔、堀江隆臣
- バーチャルCG：園田悠之佑、大竹栄子、林芳樹
- デジタルプロデューサー：松村優衣、藤澤美郷
- HP：小島健矢
- mixta AR：藤井彩人、堤泰生
- 協力：日テレWANDS、ORICON

汐留SVサブ
- TD：船越正道
- SW：北折雅人、後村武
- VE：中村晋也
- MIX：大浦政宣、小原正広
- 音効：杉山雄一郎、相田恵美子
- ECG：宮前芳恵、吉本江里菜、馬屋原彩咲
- DSS：神保よしみ、伊村佳恵、太田美沙、田中美南子
- TK：山際慎子、山岸由佳
- ストロングポイント演出補：出野皓平、井狩亮人
- ディレクター：井上将司、河村哲平、小松正樹
- プロデューサー：川口信洋

イッテQ!コラボ企画
- ナレーター：立木文彦

〜日本の星空の下でAIがSPライブ〜 
- カメラ：金光利也、小谷智士
- PA：吉崎百華
- 照明：下平好美
- 音効：保刈智子
- CG・デザイン：ドラゴンプーピクチャーズ
- 撮影協力：阿智☆昼神観光局、スタービレッジ阿智誘客促進協議会、富士見台高原ロープーウェイ ヘブンスそのはら
- ディレクター：須原翔、大江真世
- プロデューサー：池田供子、木根奨太

〜秋川雅史がみやぞんと山頂ライブ〜 
- カメラ：佐々木由、三戸口拓也、魚住司
- 音声：中島和真、小池隆
- ドローンOP：佐藤佳幸
- ロケ技術協力：EAT
- 山岳コーディネーター：（株）ウェック・トレック
- 撮影協力：中央アルプス観光株式会社
- ディレクター：藤野研介、小野寺健、工藤博貴、阿部佑哉
- プロデューサー：吉澤枝里子、高橋容子

月曜から夜ふかしコラボ企画
- ナレーター：佐藤賢治
- ディレクター：尾之上祐太、山田貫登
- プロデューサー：村越多恵子、稲葉芳士

復活!歌の大辞テンコラボ企画
- 番組企画：五味一男
- プロデューサー：舟澤謙二、影山幸子
- 美術・技術協力：日テレアート、NiTRo、東宝舞台、中央宣伝企画、丸与デザインテック、ヤマモリ、テルミック、コマデン、日放、SIS、TACT、テックトラスト、三響社、KDDI
- 制作協力：モスキート、オフィス・ケーアール、ゴッドキッズ、AX-ON、アガサス、アクロ、コール

番組PR
- ディレクター：荻原哲也、廣本諒介、織田充希、横山依音、蓮沼未来、佐久間実菜、保坂龍星
- プロデューサー：高橋正昭、山崎みみ、窪彩花

全体・幕張メッセイベントホール
- 運営：内藤智子、光岡裕子、脇坂美琴、山崎李奈、甲斐主規
- アデントプロデューサー：前田直敬、吉無田剛、國谷茉莉、小林拓弘、宮崎慶洋、久道恵、沢田健介、徐真然、佐藤理恵
- TK：桜井えみこ、田中彩
- デスク：西端薫
- FM：本間雄二郎、富永結貴、糸賀綾香、加村元輝、則武有希子
- 演出補：正寶奈都貴、岩根桜子、松本亜弓、村岡美里、鈴木千香、岡本さやか、延原春華
- 幕張メッセプロデューサー：吉田一浩、本橋武夫、和田裕子、大塚明、山崎佑里子、北村桃子
- 制作進行：斎藤寿
- ディレクター：廣瀬隆太郎、中村文彦、西本幸平、佐々木万由子、錦織信彦、安達穣史、諏訪裕紀、豊永満、庄司名衣、松本匡貴、稲元雅俊、橋村和幸、加藤健太、田中もも、町田有、山本ゆかり
- 音楽演出：渡邉友一郎
- 演出：渡辺春佳
- プロデューサー：岩崎小夜子、貝山京子、森下典子、阿部聡、清千里、比嘉智樹、古賀絢子、橋本隆
- 総合プロデューサー：河野雄平
- 総合演出：古立善之
- チーフプロデューサー：江成真二
- 製作著作：日本テレビ

## その他
- トップバッターはTRF、大トリはYOSHIKI × サラ・ブライトマンが務めた。
- KAT-TUNはメンバーの中丸雄一、上田竜也が相次いで新型コロナウイルス感染症に罹患したため、亀梨和也一人で「KAT-TUN」名義で出演した。ラップパートは櫻井翔とともに歌唱した。
- ジャニーズシャッフルメドレーでA・RA・SHIの歌唱をする予定だった上田竜也が新型コロナウイルスに感染し療養中のため増田貴久が代わりに出演した。
- 乃木坂46のメンバーの早川聖来は体調不良のため、その他のメンバーで出演した。
- MOON CHILD（ササキオサム）も出演予定だったが、体調不良のため出演取り止めとなった[4]。

## 視聴率
- 第1部（15:00 - 16:30）世帯：5.9%、個人：3.3%[5]
- 第2部（16:50 - 19:00）世帯：9.1%、個人：5.3%
- 第3部（19:00 - 22:54）世帯：11.2%、個人：7.6%

## 関連番組
- 速報!歌の大辞テン
- 1億3000万人のSHOWチャンネル
  - 当番組の総合司会を務める櫻井翔と司会を務める羽鳥慎一がレギュラー出演しているバラエティ番組。
- バズリズム02
  - 当番組のNEXTゲートMCのバカリズムと市來玲奈がレギュラー出演している音楽番組。
- もうすぐTHE MUSIC DAY 見どころ&新情報解禁SP
  - 同年6月26日 15:30 - 16:25に、日本テレビ・札幌テレビ・福島中央テレビ・テレビ信州・鹿児島読売テレビにて放送された事前番組。
出演アーティストの追加発表や番組内で行われる企画の情報を解禁、過去映像も放送。総合司会の櫻井と司会の羽鳥・水卜、NEXTゲートの市來が出演。